# زمین‌لرزه ۲۰۰۸ شهرستان اسکونه
زمین‌لرزه استان اسکونه  در تاریخ ۱۶ دسامبر ۲۰۰۸ میلادی، برابر با ‎۲۶ آذر ۱۳۸۷، ساعت ۰۵:۲۰:۰۱٫۵ به زمان یوتی‌سی در سوئد ، منطقه استان اسکونه رخ داد.ژرفای این زلزله ۱۰٫۰ کیلومتر بود. بزرگی آن ۴٫۳ در مقیاس Mw بدست آمده‌است.
پروژهٔ جهانی تنسور گشتاور مرکزوار پارامتر زمان مرکزوار زمین‌لرزه را با اختلاف ۳٫۰ ثانیه نسبت به زمان رخداد اشاره شده در بالا و مختصات مرکزوار را در ۵۵°۳۳′شمالی ۱۳°۴۶′شرقی / ۵۵٫۵۵°شمالی ۱۳٫۷۶°شرقی محاسبه کرد و همچنین، ژرفا در ۱۲٫۰ کیلومتر ثابت شده‌است. در این محاسبات زاویه‌های (راستا، شیب، ریک) گسل سازندهٔ زمین‌لرزه و صفحه عمود بر آن برابر با (°۲۱۱، °۷۸، ° ۶) یا (°۱۲۰، °۸۴، ° ۱۶۸) حاصل شده‌است.